# Huracán Idalia
El huracán Idalia fue un poderoso huracán de categoría 4 que causó daños importantes en partes del sureste de los Estados Unidos, especialmente en el norte de Florida, durante la temporada de huracanes del Atlántico de 2023. La décima depresión, novena tormenta nombrada, tercer huracán y segundo huracán importante de la temporada de huracanes del Atlántico de 2023, se formó a partir de un área de baja presión que cruzó Centroamérica desde el Océano Pacífico oriental. Se produjo un desarrollo gradual a medida que serpenteaba en la parte occidental del Mar Caribe. El sistema se convirtió en depresión tropical el 26 de agosto y se fortaleció hasta convertirse en tormenta tropical un día después, recibiendo el nombre de Idalia. Atravesó el Golfo de México, donde experimentó una rápida intensificación, alcanzando su intensidad máxima como un huracán de categoría 4 de 215 km/h (130 mph) de vientos máximos sostenidos y una presión mínima de 940 mbar antes de tocar tierra en la región de Big Bend de Florida con fuerza de categoría 3 el 30 de agosto. Siguió siendo un huracán cuando cruzó hacia el sureste de Georgia y luego cruzó sobre Las Carolinas como tormenta tropical. El 31 de agosto, Idalia emergió al Atlántico, donde ese mismo día se convirtió en un ciclón extratropical.

## Historia Meteorológica

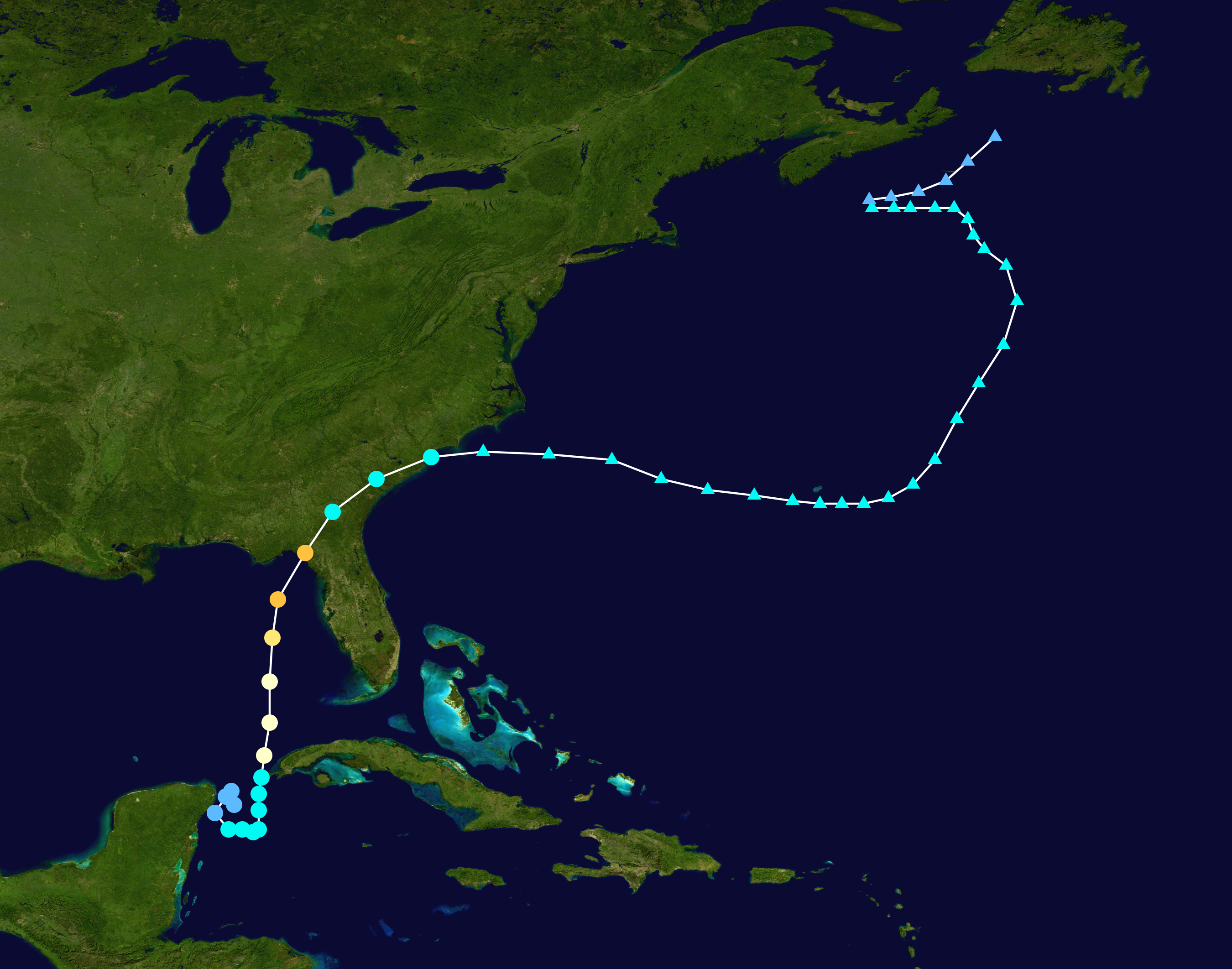
Mapa que traza la trayectoria y la intensidad de la tormenta, según la escala Saffir-Simpson.

El 24 de agosto, se formó un canal de baja presión en la cuenca del Pacífico Oriental frente a la costa de América Central. La perturbación cruzó hacia la cuenca del Atlántico y comenzó a organizarse a medida que avanzaba hacia el norte a través del Mar Caribe occidental. El ritmo de organización se aceleró el 26 de agosto, mientras el disturbio se localizaba cerca del noreste de la Península de Yucatán, y esa tarde se convirtió en la Depresión tropical Diez. Más tarde ese día, y hasta el siguiente, la depresión se desvió debido a las débiles corrientes de dirección circundantes, con su centro moviéndose en un pequeño bucle en sentido antihorario. La depresión se convirtió en Tormenta tropical Idalia a las 15:15 UTC del 27 de agosto, después de que un vuelo de los cazadores de huracanes de la NOAA informara que estaba produciendo vientos huracanados ubicada a unos 135 km (80 millas) al este-sureste de Cozumel, México. Temprano a la mañana siguiente, Idalia comenzó a moverse hacia el norte, hacia el Canal de Yucatán al oeste de Cuba, intensificándose a lo largo del camino. Temprano en la mañana del 29 de agosto, después de pasar a solo 15 km (9 millas) del Cabo de San Antonio, extremo occidental de Cuba, la tormenta se había desarrollado lo suficiente como para ser clasificada como huracán de categoría 1. Luego, beneficiándose de condiciones ambientales excepcionales en el Golfo de México, Idalia continuó intensificándose, alcanzando la fuerza de Categoría 2 más tarde ese mismo día. Luego procedió a intensificarse rápidamente hasta alcanzar la categoría 4 en la mañana del 30 de agosto, unas horas antes de tocar tierra, alcanzando una intensidad máxima con vientos máximos sostenidos de 215 km/h (130 mph) y una presión central mínima de 940 mbar. El fortalecimiento de Idalia fue luego detenido por un ciclo de reemplazo de la pared del ojo, lo que provocó que se debilitara ligeramente antes de tocar tierra a las 11:45 UTC, a unas 20 millas (30 km) al sur de Perry, en la región del Big Bend en Florida, con vientos sostenidos de 205 km/h (125 mph). Idalia se debilitó rápidamente a medida que avanzaba tierra adentro hacia el sureste de Georgia, y fue degradada a tormenta tropical a las 21:00 UTC de ese mismo día. La fuerte cizalladura del viento del suroeste empujó la convección de la tormenta bastante al norte y al este de su centro a medida que se alejaba de la costa noreste de Carolina del Sur y emergía en el Océano Atlántico a principios del 31 de agosto. Esa tarde, mientras estaba al sureste de Cabo Hatteras, Carolina del Norte, Idalia pasó a ser un ciclón extratropical.